# Бюлер (Аппенцелль-Аусерроден)
Бюлер (нем. Bühler AR) — коммуна в Швейцарии, в кантоне Аппенцелль-Ауссерроден. 
Население составляет 1644 человека (на 31 декабря 2006 года). Официальный код  —  3021.

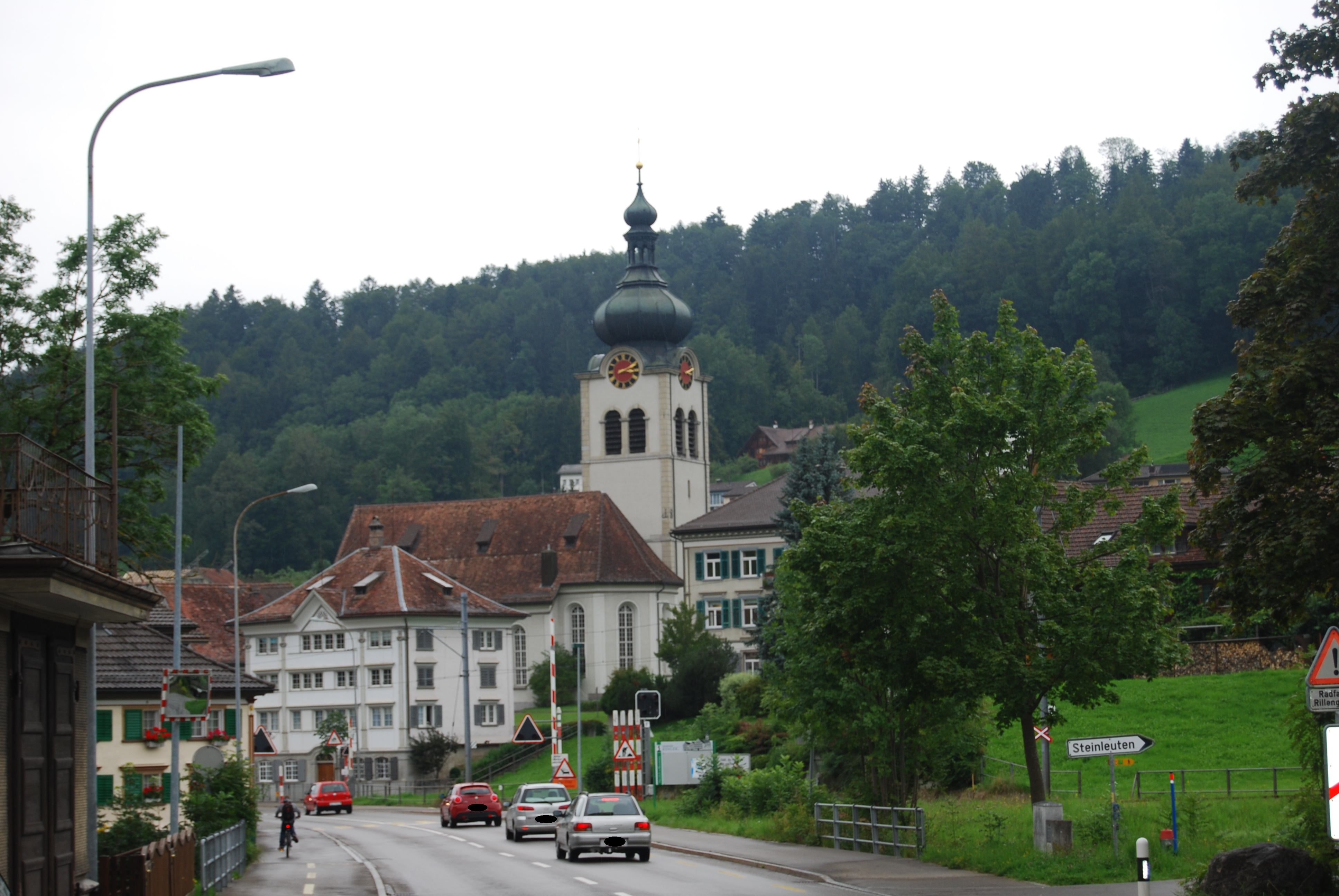
Бюлер